# 待合室 (映画)
『待合室 -Notebook of Life-』（まちあいしつ -ノートブック・オブ・ライフ-）は、2006年公開の日本映画。
IGRいわて銀河鉄道小繋駅に置かれている「命のノート」をテーマにしている。脚本家、板倉真琴が初監督を務めた。トムソン社製のカメラ「VIPER」を使用して撮影された、日本初の映画。

## キャスト
- 夏井和代（現在）：富司純子
- 夏井和代（過去）：寺島しのぶ
- 夏井志郎：ダンカン
- 夏井和枝：遠藤由実
- 夏井キヌ：勝倉けい子
- 小堀善一郎：桜井センリ
- 山本康夫：斉藤洋介
- 山本澄江：あき竹城
- 桝井修：佐藤文雄
- 土川雄三：剣持直明
- 土川りよ：小林百合子
- 成田英史：内山太郎
- 木本晶子：楯真由子
- 木本涼太：渡辺海渡
- 井上孝雄：坂寄卓士
- 塚本浩一：利重剛
- 梶野謙造：仁科貴
- 沢口亨：青木淳
- 堀江由香：市川実和子
- 綾織フミ：風見章子
- 綾織ミヨシ：白幡ミヨシ
- 米田清治：太田悦史
- 米田サヨ：長村里恵
- 山崎富男：小林キヨ秀

## スタッフ
- 監督・脚本・編集：板倉真琴
- 特別監修：立花和子
- 製作総指揮：小田原雅文
- プロデューサー：勝亦重久、高田和浩、吉野美玲
- 制作担当：小橋孝裕
- 助監督：崎田憲一
- 撮影：丸池納
- 美術：鈴木昭男
- 美術助手：春日歩
- 技術協力：マックレイ
- 協力：一戸町、遠野市、IGRいわて銀河鉄道
- 制作プロダクション：デジタルサイト
- 製作：レイ、朋栄、ハピネット、メモリーテック
- 上映時間：107分

## 主題歌
- 「Notebook of Life」綾戸智絵